# Thriponea
Thriponea is een geslacht van vlinders van de familie visstaartjes (Nolidae), uit de onderfamilie Chloephorinae.

## Soorten
- T. difficilis Staudinger, 1922
- T. muricata Hulstaert, 1924